# Dão
A Dão folyó Portugália középső részén folyik keresztül északkelet-délnyugati irányban. Forrása Eirado falu közelében van, Aguiar da Beira községben, Guarda kerületben a Trancoso-Aguiar da Beira-fennsíkon. A folyó útja során a következő községeken halad keresztül: Aguiar da Beira, Penalva do Castelo, Mangualde, Viseu, Carregal do Sal, Nelas, Tondela és a Santa Comba Dão. A folyó a Mondego folyóba torkollik Santa Comba Dão, Mortágua és Penacova települések határán. A folyó teljes hossza körülbelül 92 kilométer.
A főbb mellékfolyói a következők: Carapito, Ribeira de Coja, Sátão, Pavia és a Criz. A Região Demarcada gránitalapzatú, lejtős völgyében halad a folyó medre, ahol a Vinho do Dão asztali borokat készítik.

## Fordítás
Ez a szócikk részben vagy egészben  a   Dão River című angol Wikipédia-szócikk ezen változatának fordításán alapul.  Az eredeti cikk szerkesztőit annak laptörténete sorolja fel. Ez a jelzés csupán a megfogalmazás eredetét és a szerzői jogokat jelzi, nem szolgál a cikkben szereplő információk forrásmegjelöléseként.